# Kwakum (langue)
Pour les articles homonymes, voir Kwakum.
Le kwakum (ou abakoum, abakum, akpwakum, bakum, kpakum, pakum) est une langue bantoue du groupe Caka, parlée au Cameroun dans la région de l'Est, le département du Haut-Nyong, les arrondissements de Dimako et Doumé, également dans le département du Lom-et-Djérem, au nord de Bertoua, dans l'arrondissement de Bélabo. 
En 2002, le nombre de locuteurs était estimé à 10 000. 